# Дубецкий, Марьян
Марьян Кароль Дубецкий (пол. Marian Karol Dubiecki; 26 августа 1838, Изяслав — 24 октября 1926, Краков) — польский историк и писатель, педагог, общественный и политический деятель, секретарь от Руси в Национальном правительстве во время Январского восстания.
Псевдоним: Современный (пол. Współczesny); криптоним: МД (пол. MD).

## Биография
Родился в семье Людвика Дубецкого и Анны Славковны. Имел старших братьев Целестина и Александра. Будучи ещё ребёнком, потерял отца, поэтому его воспитанием занимались тетя и дядя. Начальное образование получил в Житомирской гимназии. С 1856 учился в Харьковском университете, затем на историко-филологическом факультете Киевского университета. Во время учёбы в университете присоединился к тайной организации «Тройницкий союз» во главе с Владимиром Антоновичем и Леоном Гловацким, которая выступала за передачу крестьянам земли и предоставление им свободы выбора места жительства (пол. Uwłaszczenie chłopów) и восстановление государственности Речи Посполитой в границах 1772 года.
Впоследствии тайная организация переросла в целое политическое направление так называемых «хлопоманов». Вскоре произошёл и раскол, после которого выделились два течения. Первое, под руководством Владимира Антоновича, выступало за независимость Руси (Украины). Второе, во главе с Изидором Коперницким и Дубецким за восстановление Речи Посполитой в качестве федерации трёх народов. Второе стало основой революционного движения привело в конце концов к Январскому восстанию.
После окончания Киевского университета в 1860 году Марьян Дубецкий занял место учителя польского языка и литературы в Ровенской гимназии, но через год потерял работу за участие в патриотической манифестации. После чего осел в селе под Берестечком, у своего старшего брата. Вместе с Александром вел политическую и просветительскую работу среди жителей края. За участие в манифестации 10 сентября 1861 года в Городли вместе с братом был арестован и вывезен в ссылку в Вятку, а затем в Тамбов. После освобождения, в ноябре 1862 вернулся на родину.
К начавшемуся польскому восстанию присоединился лишь в мае 1863 года приехав в Варшаву. В третьем составе Национального правительства возглавляемого А. Гиллером был назначен представителем отдела Руси. Занимая данную должность состоял во всех последующих составах правительства вплоть до ареста случившегося в ночь с 10 на 11 апреля 1864 года. 30 июля 1864 года приговорен вместе с членами состава правительства возглавляемого Р. Траугуттом к смертной казни. Тем не менее через несколько дней приговор заменен бессрочной каторгой в Сибири. В 1868 году приговор смягчен и заменен с каторги на бессрочную ссылку в Иркутск. В 1874 году получил разрешение на переселение в европейскую часть Российской империи, однако с запретом проживания в Царстве Польском. Полностью амнистирован в 1883 году.
Выехал в Австро-Венгрию поселившись в Кракове. Занимался публицистикой, писал мемуары. Во время советско-польской войны был членом Совета обороны государства в Кракове. В 1923 году награждён Орденом Возрождения Польши II степени. Умер 24 октября 1926 года в возрасте 88 лет.